# Sainte-Hélène-de-Bagot
Sainte-Hélène-de-Bagot är en kommun i provinsen Québec i Kanada. Den ligger i regionen Montérégie, i den sydöstra delen av landet, 230 km öster om huvudstaden Ottawa.